# Cantone di Grignols
Il Cantone di Grignols era una divisione amministrativa dell'arrondissement di Langon.
A seguito della riforma approvata con decreto del 20 febbraio 2014, che ha avuto attuazione dopo le elezioni dipartimentali del 2015, è stato soppresso.

## Composizione
Comprendeva i comuni di:
- Cauvignac
- Cours-les-Bains
- Grignols
- Labescau
- Lavazan
- Lerm-et-Musset
- Marions
- Masseilles
- Sendets
- Sillas